# استحالة (أحياء)

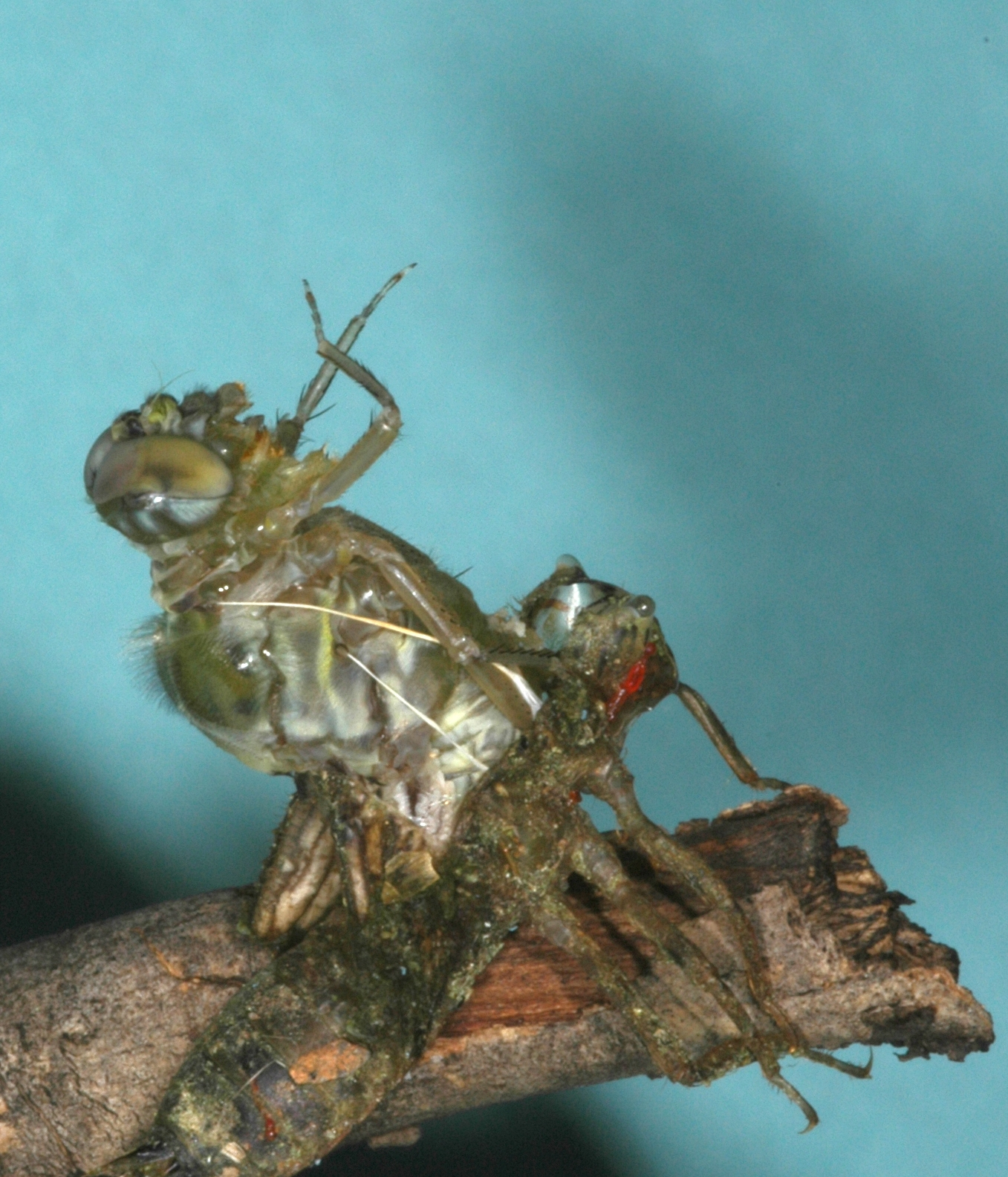
يعسوب في انسلاخه الأخير يتحول من طور الحورية إلى بالغ.

(باتجاه عقارب الساعة) مراحل استحالة الضفدع من التفقيص وحتى البلوغ.

الاستحالة أو التحول أو الإكعَال أو الكَعْل أو التبدل الشكلي (بالإنجليزية: Metamorphosis)‏ هي عملية حيوية ينمو فيها الحيوان جسديًا بعد الولادة أو التفقيس، ويجري خلالها تغيير جلي وحاد نسبيًا في تركيب بدن الحيوان من خلال النمو والتمايز الخليوي. بعض الحشرات، والبرمائيات، والرخويات، والقشريات، واللاسعات، وشوكيات الجلد، وحبليات الذيل تمر بالاستحالة، وعادة ما يصحب ذلك تغير في الموطن أو السلوك.
الاستخدام العلمي لهذا المصطلح لا يشمل الجوانب العامة للنمو الخليوي، بما في ذلك دفقات النمو السريعة. وعليه فإن الإشارة إلى «الاستحالة» في الثدييات غير دقيقة واستخدامها عامّي، لكن استخدام المصطلح تاريخيًا -كما في كتاب «استحالة النباتات» لغوته- كان حافزًا لتقدم التفكير في التطور.
ويستخدم بشدة في علوم الحشرات insects حيث ان الاستاحلة (وتدعي أيضا التحول = metamorphosis) حيث يتضح بشدة الفروق بين مراحل الحياة الحشرية فيما يطلق علية التحول، والتحول في الحشرات يتخذ عدة اشكال كانت اساس لعدد من العلوم المرتبطة بالحشرات ومكافحتها

## معرض صور

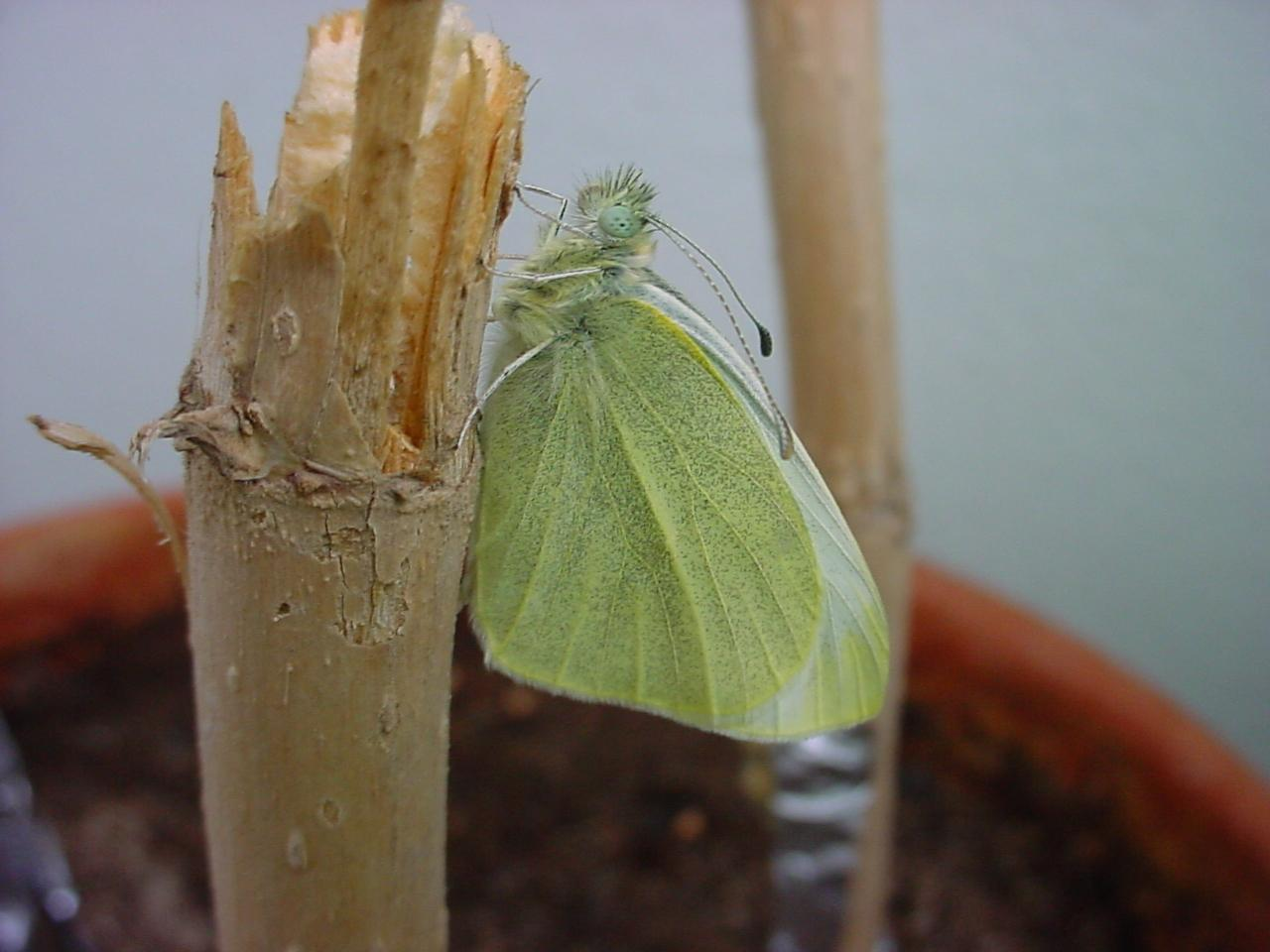
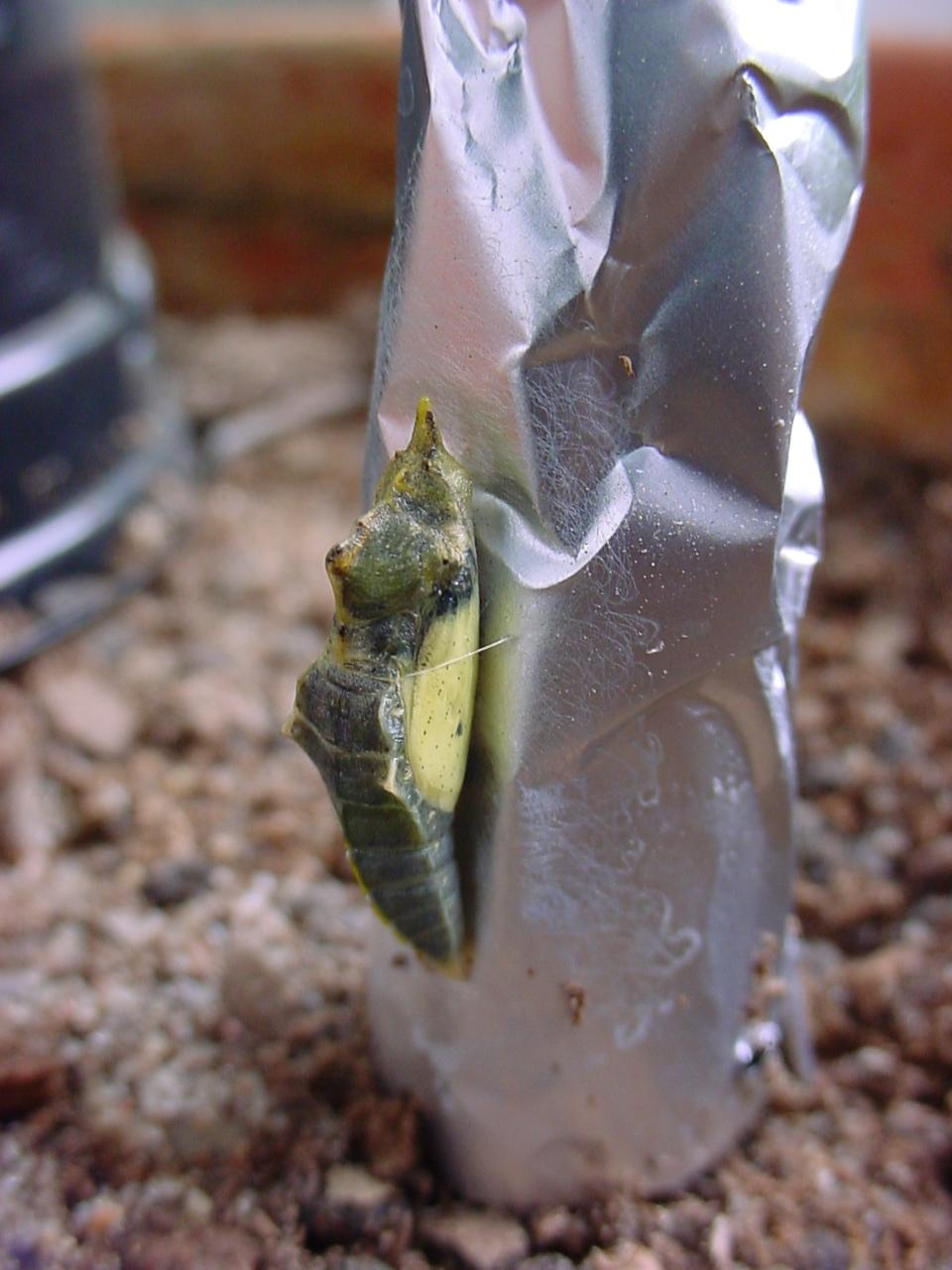
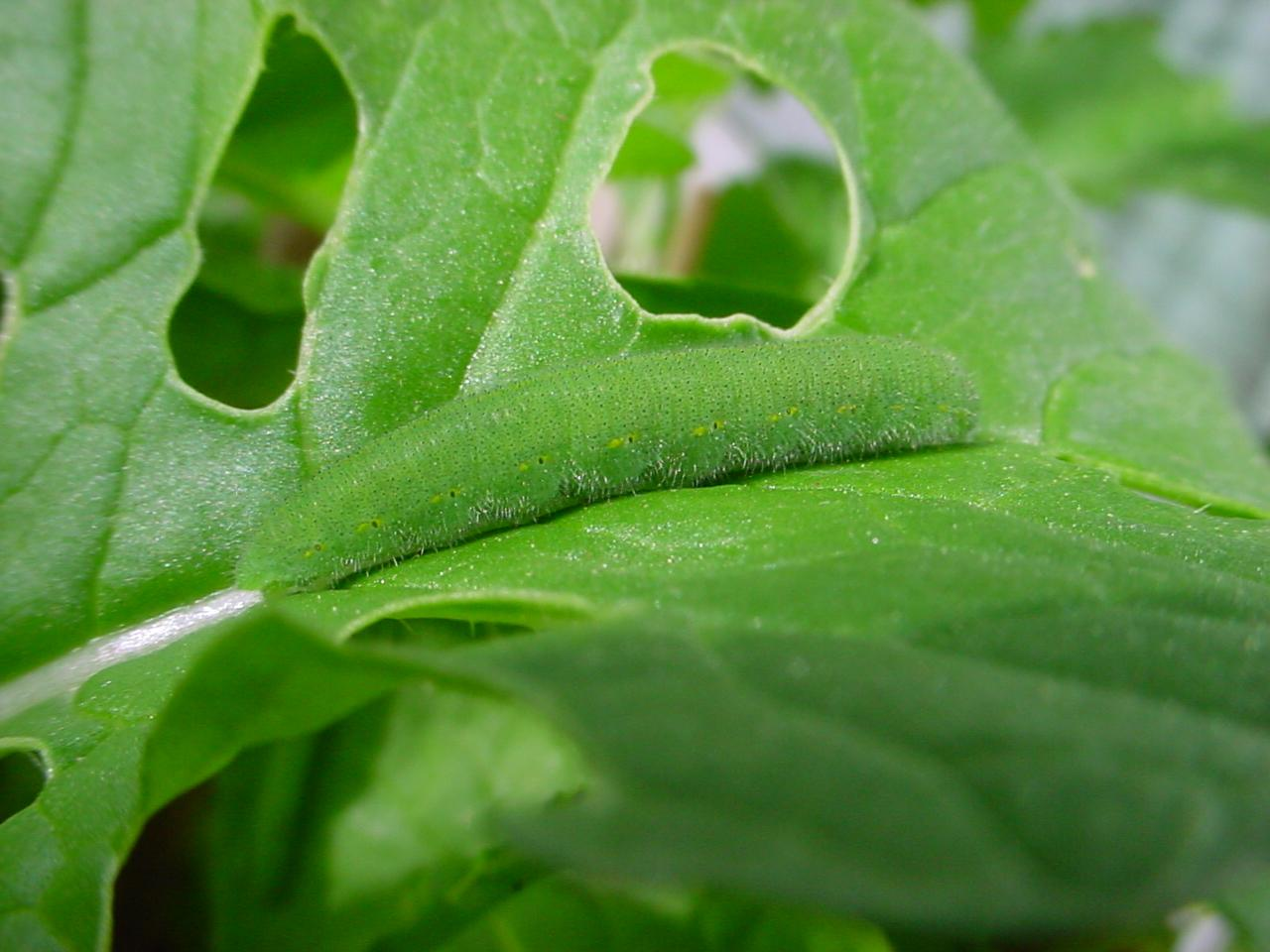
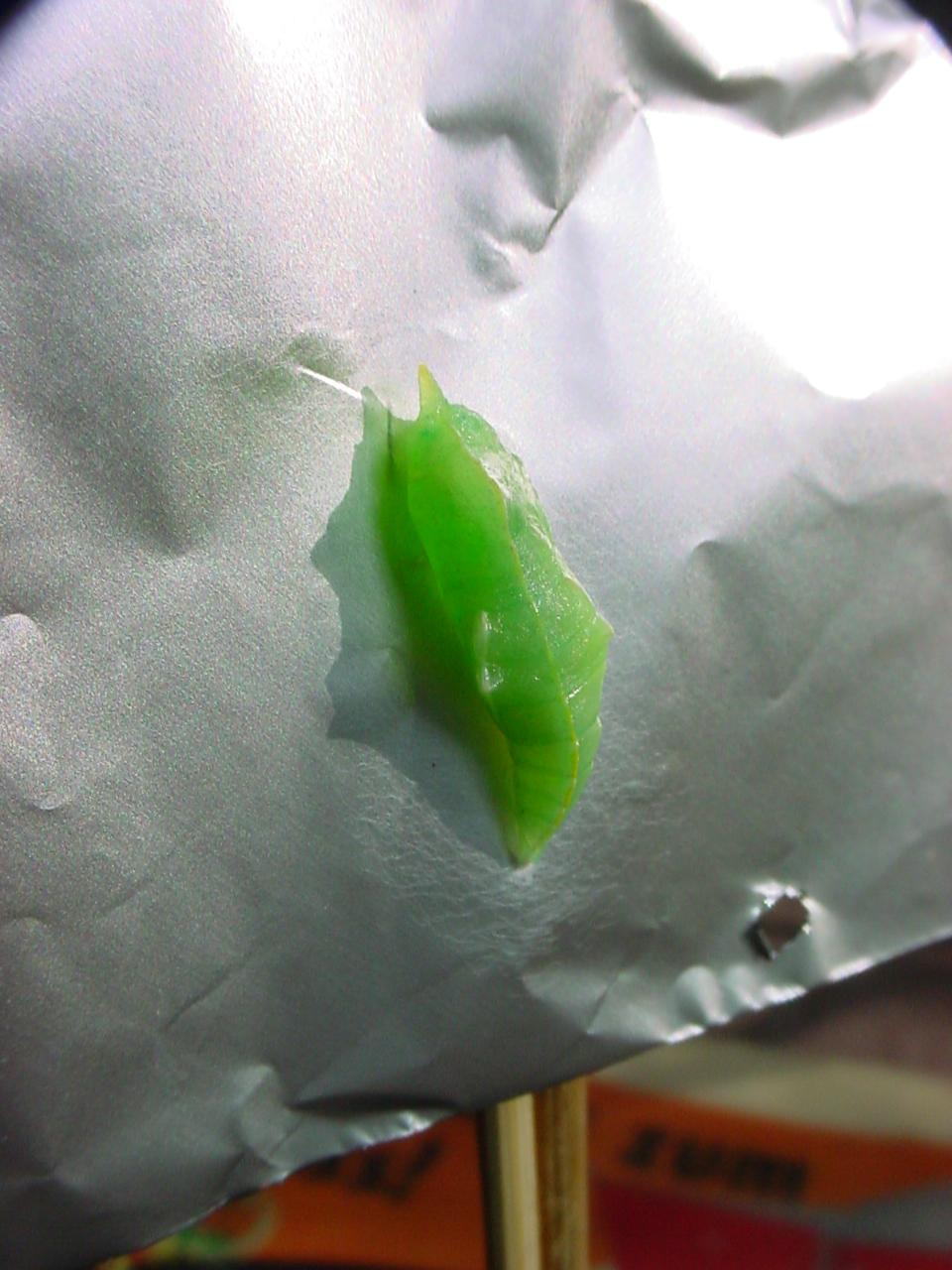